# Cryptocentroides
A Cryptocentroides a csontos halak (Osteichthyes) főosztályának a sugarasúszójú halak (Actinopterygii) osztályába, ezen belül a sügéralakúak (Perciformes) rendjébe, a gébfélék (Gobiidae) családjába és a Gobiinae alcsaládjába tartozó nem.

## Rendszerezés
A nembe az alábbi 3 faj tartozik:
- Cryptocentroides arabicus (Gmelin, 1789)
- Cryptocentroides gobioides (Ogilby, 1886)
- Cryptocentroides insignis (Seale, 1910)